# Тафи
„Тафи“ (на английски: Taffy) е френски анимационен сериал, който е копродукция на Adobe Animation между Cyber Group Studios и Turner Broadcasting System Europe, с участието на France Televisions за първия сезон. Сериалът се излъчва по Boomerang в цяла Европа. Сериалът е подновен за втори сезон.

## В България
В България сериалът се излъчва по Boomerang и Cartoon Network от 2021 до 2023 г., както е достъпен в HBO GO и „Ейч Би О Макс“. На 5 юни 2023 г. се премества в Disney Channel.
| Роля         | Изпълнител    |
| ------------ | ------------- |
| Тафи         | Сотир Мелев   |
| Скрагс       | Сотир Мелев   |
| Бентли       | Любомир Желев |
| Мисис Разкош | Елена Бойчева |
| Форсайт      | Ангел Калев   |

| Обработка           | студио „Про Филмс“ |
| ------------------- | ------------------ |
| Режисьор на дублажа | Евгения Ангелова   |
| Преводач            | Елица Вите         |